# 贝尔韦兹迪拉泽斯
贝尔韦兹迪拉泽斯（法語：Belvèze-du-Razès，法語發音：[bɛlvɛz dy ʁazɛs] ⓘ）是法国奥德省的一个市镇，属于利穆区。

## 地理
贝尔韦兹迪拉泽斯（43°7'30"N, 2°5'42"E）面积4.52 平方千米，位于法国奧克西塔尼大區奥德省，该省份为法国南部沿海省份，北起塔恩省，西北接上加龙省，西接阿列日省，南至东比利牛斯省，东临地中海，东北与埃罗省接壤。
与贝尔韦兹迪拉泽斯接壤的市镇（或旧市镇、城区）包括：阿莱涅、贝勒加德迪拉泽斯、卡约、康比约尔、格拉马济、马兹罗勒迪拉泽斯、鲁捷。
贝尔韦兹迪拉泽斯的时区为UTC+01:00、UTC+02:00（夏令时）。

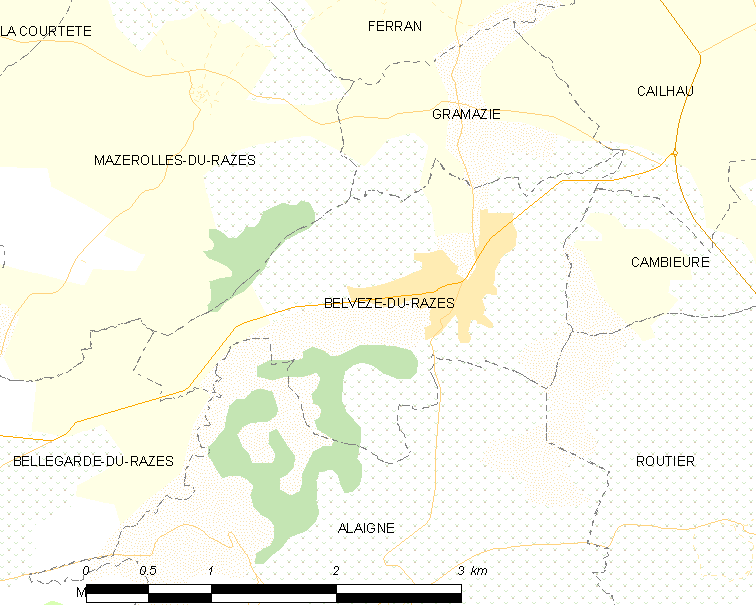
贝尔韦兹迪拉泽斯的OSM定位图

## 行政
贝尔韦兹迪拉泽斯的邮政编码为11240，INSEE市镇编码为11034。

## 政治
贝尔韦兹迪拉泽斯所属的省级选区为拉皮耶日欧拉泽斯县。

## 人口

1962-2008年间贝尔韦兹迪拉泽斯人口变化图示

贝尔韦兹迪拉泽斯于2022年1月1日时的人口数量为841人。